# 印度国旗
印度国旗，印度当地称之为三色旗（转写：Tirangā），由橙、白、绿三个相等的横长方形组成，旗面中心有一个含24根轴条的紫蓝色法轮（阿育王轮）。它於1947年7月22日被採納為印度聯邦的國旗，印度共和國成立后將其沿用。
橙色象征了勇气、献身与无私，也是印度教士法衣的颜色，白色代表了真理与和平，而绿色则代表繁荣、信心与人类的生产力。法轮是印度孔雀王朝鼎盛的阿育王时代佛教圣地石柱柱头的狮首图案之一，神圣的法轮象征着真理与道德，也代表了印度古老的文明。法轮的24根轴条则可代表一天的24小时，象征国家时时都向前进。
1931年，全印国大党委员会任命7人委员会负责国旗的起草，1947年7月22日印度制宪会议批准这面旗帜为印度共和国的国旗。

## 设计

旗幟設計的墨線圖
“阿育王脈輪”的詳細構造表

## 历史国旗

不列颠东印度公司 （1600年-1707年）
不列颠东印度公司 （1707年-1757年）
东印度公司治下的印度 （1757年-1801年）
东印度公司治下的印度 （1801年-1858年）
英屬印度 （1858年-1947年）
英屬印度 （1858年-1947年）
英屬印度 （1858年-1947年）
英属印度 （1858年-1947年）

## 其他歷史旗幟

加爾各答旗（民族主義旗幟）
加爾各答旗
早期的印度國家主義旗幟
國大黨旗幟
1921年甘地建议的印度国旗

## 军事旗帜

印度陸军
印度海军
印度空军
印度海岸警卫队